# Galenia fruticosa
Galenia fruticosa là một loài thực vật có hoa trong họ Phiên hạnh. Loài này được (L.f.) Sond. mô tả khoa học đầu tiên năm 1862.